# تام برندز
تام برندز (انگلیسی: Tom Brands؛ زادهٔ ۹ آوریل ۱۹۶۸) کشتی‌گیر سابق المپیک اهل ایالات متحده آمریکا، و در حال حاضر، سرمربی تیم کشتی دانشگاه آیووا است. او در بازی‌های المپیک تابستانی ۱۹۹۶ موفق به کسب مدال طلا شد. او در سال ۲۰۰۱ وارد تالار و موزه مشاهیر و افتخارات ملی کشتی شد.
تام برندز برادر بزرگتر تری برندز است که او نیز از قهرمانان و مدال‌آوران کشتی المپیک و جهان است.